# 石岩报春
石岩报春（学名：Primula dryadifolia ssp. dryadifolia）为报春花科报春花属下的一个亚种。

## 扩展阅读
- 維基物種上的相關：石岩报春